# Paula Isla Alonso de Santa Anastasia
Paula Isla Alonso de Santa Anastasia (ur. 28 czerwca 1863, zm. 24 listopada 1936) – hiszpańska Błogosławiona Kościoła katolickiego.

## Życiorys
Paula Isla Alonso de Santa Anastasia urodziła się 28 czerwca 1863 roku w bardzo religijnej rodzinie. Wstąpiła do zgromadzenia karmelitanek miłosierdzia. W 1936 roku wybuchła wojna domowa w Hiszpanii. Została zamordowana wraz z siostrami zakonnymi na plaży Playa del Saler w pobliżu Walencji.
Beatyfikował ją w grupie 232 towarzyszy Józefa Aparicio Sanza Jan Paweł II w dniu 11 marca 2001 roku.